# Массовое убийство в Камани (1993)
Массовое убийство в Камани (груз. კამანის ხოცვა-ჟლეტა) — эпизод грузино-абхазской войны, в ходе которого 9 июля 1993 года абхазскими ополченцами и их союзниками были осуществлены массовые убийства гражданского сванского населения села Камани.

## Камани
Камани — небольшое село, расположенное к северу от Сухума. Село было населено преимущественно сванами. В нём находится православная церковь (названная в честь Святого Георгия) и Команский монастырь, где проживали монахини. В июле 1993 года абхазские отряды совместно со своими союзниками, застигнув врасплох грузинские войска, развернули наступление. 5 июля они начали штурм сёл Ахалшени, Гума и Шрома Сухумского района, а 9 июля атаковали Камани.

## События
Грузинские силы, которые защищали подходы к селу Камани, были уничтожены ранним утром 9 июля 1993 года. После этого в 10 часов утра был предпринят главный удар по деревне. В течение нескольких часов Камани пало под натиском абхазских отрядов и их союзников. Вскоре после этого абхазы и их союзники устроили массовое убийство мирного населения. В течение двух дней женщины, дети и пожилые люди были замучены, изнасилованы и уничтожены. Церковь и женский монастырь в Камани стали местом кровопролития. Монахини были изнасилованы и позже убиты перед иподиаконом-абхазом Юрием (Гиорги) Ануа и иеромонахом-грузином Андриа Курашвили. После наблюдения резни монахинь священнослужители были выведены из церкви и допрошены, стоя на коленях.
Они спросили отца Андриа про принадлежность земли в Абхазии. Он отказался ответить. Они спросили ещё раз и наконец он сдался и сказал: «Абхазия, как остальная часть мира принадлежит Богу». После этого они его застрелили. Перед этим они пытались вынудить молодого абхазского церковнослужителя убить его. Он не согласился и был убит около грузинского священника. Они оставили трупы около церкви и уехали.

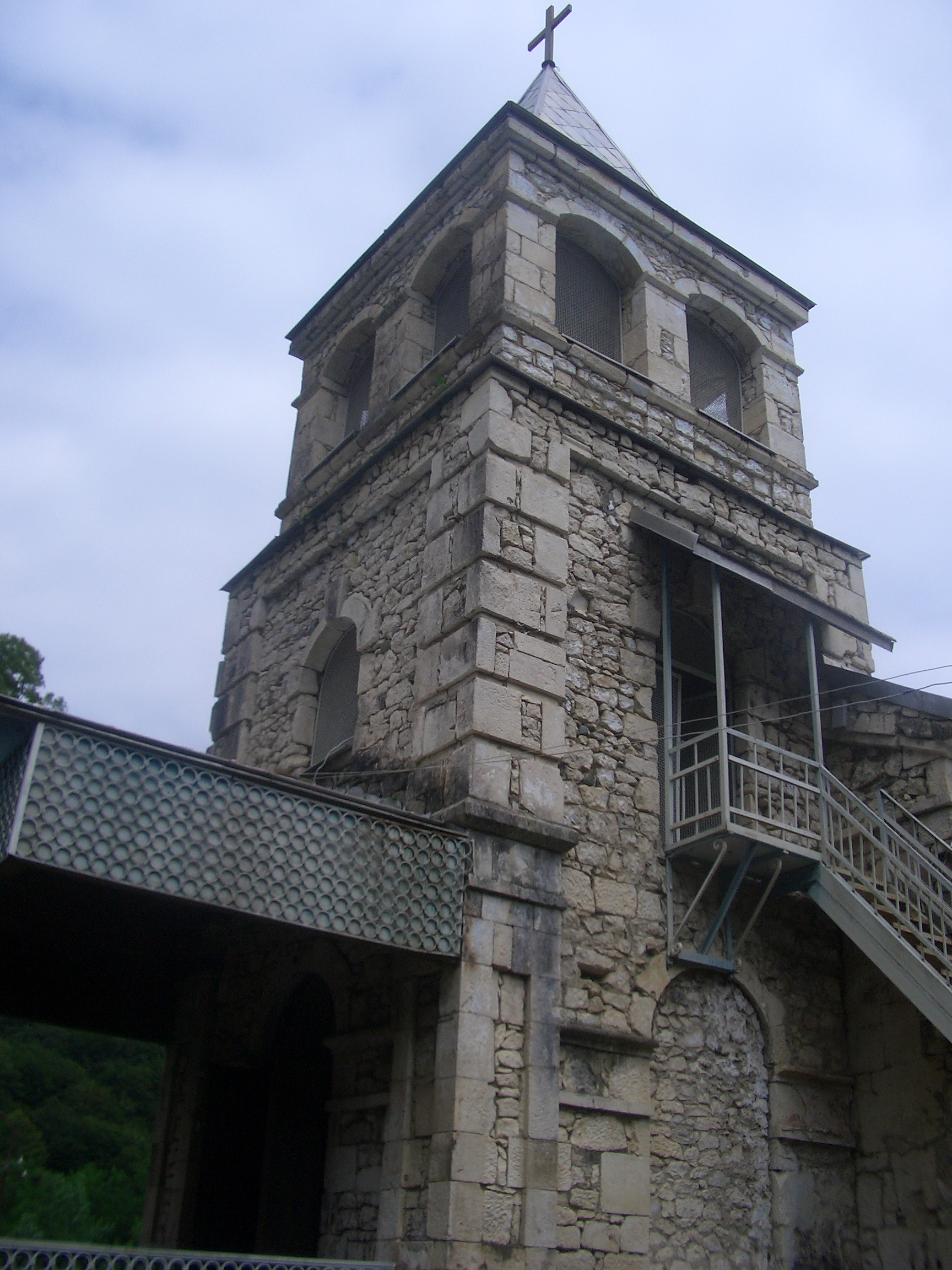
Команский монастырь

После взятия этой стратегической области абхазы и их союзники начали крупномасштабное наступление на Сухуми, который к тому времени был уже окружён.